# Société de protection des forêts contre le feu

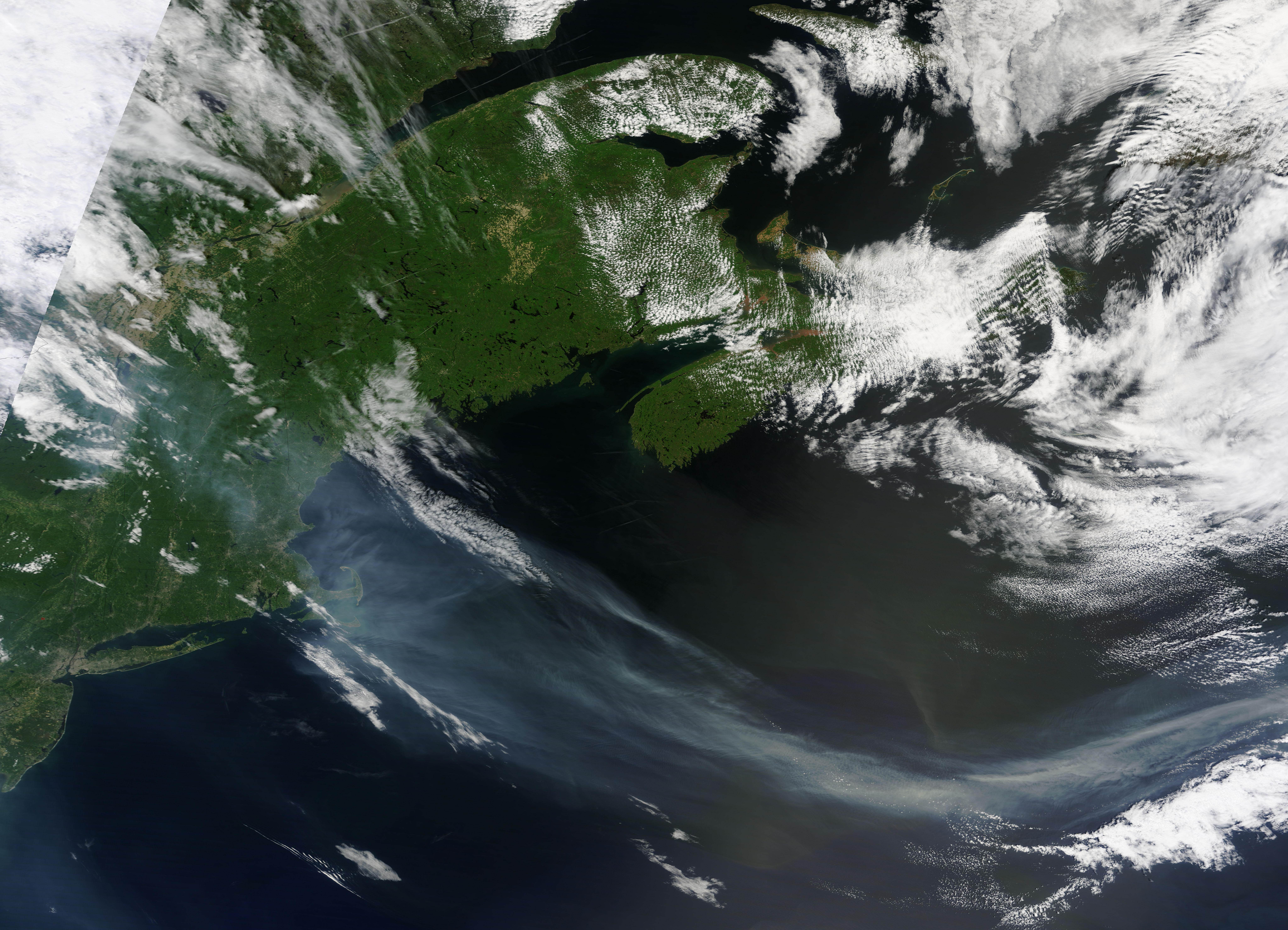
Photo satellite montrant la traînée de fumée dans l'Atlantique en provenance des feux de forêts du Québec, en 2010.

La Société de protection des forêts contre le feu (SOPFEU) est un organisme à but non lucratif de la province de Québec au Canada. Sa mission est de « protéger la forêt, les communautés et les infrastructures stratégiques contre les incendies de végétation, tout en assurant la pérennité du milieu forestier ».
Issue de l’unification de sept sociétés régionales de conservation, la SOPFEU voit officiellement le jour le 1er janvier 1994. Elle devient ainsi l’unique organisme de protection des forêts contre les incendies reconnu par le ministre des Ressources naturelles et des Forêts, et ce, en vertu de la Loi sur l’aménagement durable du territoire forestier.
Comme le prévoit la loi, l’organisme est chargé d’organiser la protection des forêts contre les incendies pour l’ensemble du territoire forestier québécois. Il accomplit sa charge en conformité avec les orientations et les directives que lui indique le ministre. Pour ce faire, il prépare un plan d’organisation pour la prévention et l’extinction des incendies en forêt.
Comme le prévoient les Règlements généraux de l'organisme, sa gouvernance est assurée par l'assemblée générale des membres et par un conseil d’administration comptant trois administrateurs représentant les membres industriels, trois administrateurs nommés par le gouvernement et trois administrateurs externes et indépendants. L'administration quotidienne de l'organisme est confiée à un comité de direction composé de dix personnes.
Sont membres de la SOPFEU, les industriels forestiers ou organismes détenteurs d’une garantie d’approvisionnement ou titulaires d’un permis pour la récolte de bois aux fins d’approvisionner une usine de transformation du bois, les propriétaires de forêt privée d’au moins 800 hectares d’un seul tenant, ainsi que le ministre.

## L'organisation
Les employés de la SOPFEU sont répartis stratégiquement à travers le Québec au sein de trois directions régionales (Région de l'Est, Région du Centre et Région de l'Ouest), ainsi qu'au siège social situé à l'Aéroport international Jean-Lesage à Québec.

### Centre de coordination
La lutte aux incendies de forêt requiert la participation de plusieurs intervenants. Une structure de commandement précise est respectée dans le processus de suppression des incendies. L'organisation possède trois centres régionaux de lutte (CRL) situés à Baie-Comeau, Roberval et Val-d'Or, ainsi qu'un centre provincial de lutte (CPL) logé au siège social de Québec.
Ces centres travaillent conjointement à établir la stratégie pour la suppression des incendies. Ils doivent anticiper les situations potentiellement problématiques et s'assurer de la suffisance des moyens de détection et de combat à travers la province.
Ce travail s'effectue en étroite collaboration avec les services spécialisés qui voient au développement et à l'opération des systèmes informatiques, de télécommunications et des équipements électroniques sophistiqués. Le système d'information sur les incendies de forêt (SIIF) permet d'avoir en main toute l'information nécessaire à la prise de décision en temps réel.

### Météorologie
Les observations et les prévisions météorologiques sont essentielles au travail de la SOPFEU. Quotidiennement, le service de météorologie recueille et analyse les données horaires des stations météo automatiques du Réseau météorologique coopératif du Québec (RMCQ). Ces renseignements confirment de façon précise la situation en forêt. De plus, elles permettent de mesurer les indices servant à évaluer le danger d'incendie à l'échelle provinciale.

### Prévention
La prévention des incendies de forêt est l’un des mandats dévolus à la SOPFEU par le gouvernement du Québec.
À cet égard, l’organisme conçoit et déploie un plan de prévention renouvelé aux quatre ans. L’objectif général de ce plan est d’abaisser constamment le nombre d’incendies de cause humaine, en mobilisant les partenaires de la SOPFEU et la population autour de cet objectif.
Le Plan de prévention 2020-2023 mise principalement sur une approche de marketing social afin de sensibiliser cinq clientèles, soit les jeunes et les familles; les amateurs de plein air; les travailleurs de la forêt; les résidents des zones périurbaines; et les résidents de la Zone nordique.
Pour ce faire, la SOPFEU diffuse le danger d’incendie via son site web, son application mobile et par le biais de quelque 250 panneaux extérieurs, répartis sur l’ensemble du territoire québécois. L’équipe de la prévention produit également bon nombre d’outils imprimés ou numériques qu’elle diffuse lors de nombreuses activités publiques et via les médias sociaux. La sensibilisation des clientèles passe également par une stratégie de relations publiques et médiatiques misant sur l’éducation de la population.
Garofeu
Afin de sensibiliser les enfants et les familles, Garofeu, agent spécial à la prévention, fait la promotion des bonnes pratiques en matière de prévention des incendies de forêt. Il présente notamment sur le site web de l’organisation et ses médias sociaux, une série de 20 astuces de pro permettant d’éviter les incendies de végétation. Deux cahiers d’activités sont également disponibles pour les enfants d’âge préscolaire et primaire.
Mesures préventives
Lorsque la situation météorologique le commande, la SOPFEU peut proposer et mettre en place des mesures préventives visant à limiter l’éclosion d’incendies dus à l’activité humaine.
La SOPFEU étant mandatée par le gouvernement pour délivrer les permis nécessaires pour faire un feu en forêt ou à proximité de celle-ci (à l’exception des feux de camp et des brûlages domestiques), elle peut, de son propre chef, décider de suspendre la délivrance de ces permis.
Lorsqu’elle évalue que les conditions métrologiques favorisant l’éclosion de feux de grande intensité et de propagation rapide, l’organisme de protection recommande au MRNF la mise en place d’une interdiction de faire des feux à ciel ouvert sur une partie du territoire. Une telle mesure fait alors l’objet d’une « directive ministérielle » officielle. Parallèlement à la mise en place de cette mesure, la SOPFEU recommande généralement à ses membres (industrie forestière) certaines restrictions de travaux en forêt jusqu’à ce que le passage de la pluie éloigne le danger.
Ultimement, si les conditions climatiques l’exigeaient, le gouvernement pourrait restreindre ou interdire la circulation en forêt ainsi que l’accès à celle-ci.
De bons résultats
En matière de prévention des feux de végétation, le Québec fait particulièrement bonne figure. Alors que le nombre d’incendies de forêt est à la hausse au Canada, il en va tout autrement au Québec. Les activités de prévention et d’éducation réalisées par les sociétés de conservation de l’époque, puis par la SOPFEU, ont assurément contribué à abaisser substantiellement le nombre d’incendies de cause humaine. Ainsi, depuis 1984, la moyenne mobile du nombre de feux de cause humaine est en constante diminution de 13 incendies par année. En 50 ans, la moyenne annuelle de feux combattus par les pompiers forestiers québécois en Zone de protection intensive est passée de 1 000 à 440.
Selon la moyenne des 10 dernières années (2023-2022), 16 % des incendies de forêt sont attribuables à une cause naturelle, soit la foudre. Du côté de l’activité humaine, les chemins de fer sont responsables de 1 % des feux de forêt; les opérations forestières causent 5 % des incendies; les opérations industrielles engendrent 7 % des brasiers; les incendiaires sont responsables de 4 % des feux; les résidents sont à l’origine de 36 % des incendies; les activités récréatives causent 30 % des feux; et 1 % sont dû à des causes diverses.

### Détection
Durant toute la saison de protection, des avions de détection survolent des millions d'hectares de forêt à la recherche de fumées suspectes. Leur circuit est établi selon le danger d'incendie, la foudre et les conditions météorologiques. Le trajet des avions de détection, munis d'un système CAE SkyDeploy, est suivi en temps réel par des préposés qui sont en communication constante avec le pilote afin de valider ses observations. Le système CAE SkyDeploy utilise le positionnement GPS et la communication satellite Iridium pour permettre aux pilotes de suivre leur mission sur la carte mobile affichée sur un écran tactile et aussi de transmettre et recevoir différents rapports à travers le système de communication Iridium.

### Extinction
Une attaque initiale dont la force de frappe est supérieure au potentiel de l'incendie, voilà la clé du succès dans une opération de suppression. Au Québec, l'avion-citerne amphibie est l'outil d'attaque initiale privilégié en raison de sa rapidité et du nombre de plans d'eau. Le rôle des avions-citernes est de contenir la progression de l'incendie.
Très rapidement, les pompiers forestiers se joignent à eux pour compléter l'extinction de l'incendie. Les groupes d'intervention, souvent héliportés, sont munis d'équipements tels que motopompes, tuyaux, outils manuels et de la machinerie lourde afin de contrer l'incendie et de l'éteindre complètement.

### Ressources humaines
La SOPFEU regroupe 185 employés réguliers et 320 employés saisonnier incluant 250 pompiers forestiers.
En plus des employés de la SOPFEU, plus de 600 combattants auxiliaires aux incendies de forêt sont formés annuellement afin de venir en renfort lorsque la situation est requise.

### Ressources matérielles
La Société de protection des forêts contre le feu comporte un siège social et 28 bases d'opérations. De plus, 115 sites d'entreposage d'équipements et de carburants avec produits moussants sont disponibles.

#### Aviation
Chaque année, la SOPFEU établit des contrats avec certaines compagnies aériennes afin de disposer d'une flotte aérienne suffisante aux opérations courantes pendant la saison de protection.
Un total de 14 avions-citernes est mis à la disposition de la SOPFEU par le Service aérien gouvernemental du ministère des Transports, soit 8 avions de type CL-415, 2 avions de type CL-215T et finalement 4 avions de type CL-215. À cette flotte gouvernementale peuvent s'ajouter 2 avions-citernes sous contrat avec une entreprise privée.
De plus, 24 appareils de type Cessna 182RG et 3 Cessna 310R servent à la détection. On compte aussi 10 bimoteurs de type Aero Commander 500, Beechcraft King Air A100, Cessna 310R et Piper PA-31 Navajo pour l'aéropointage et le transport. Finalement, 16 hélicoptères servant au transport de combattants font aussi partie de la flotte de la SOPFEU.

#### Stations météo
La SOPFEU compte sur un réseau en partenariat (Réseau météorologique coopératif du Québec) dénombrant 194 stations météo.

## Culture
Le documentaire Pompier boréal, réalisé par Bruno Boulianne, traite de la réalité des pompiers forestiers de la SOPFEU. Il met en vedette le fait que ceux-ci ont combattu 1257 incendies de forêt pour 388 093 hectares de territoire brûlé en été 2005 au Québec. D’avril à septembre, ils sont des dizaines d’hommes et de femmes à combattre ces importants feux de forêt.